# Pseudomyrmex coronatus
Pseudomyrmex coronatus é uma espécie de formiga do género Pseudomyrmex, subfamilia Pseudomyrmecinae.

## História
Esta espécie foi descrita cientificamente por Wheeler em 1942.